# 유토생
유토생(劉土生, ? ~ ?)은 전한 후기의 제후로, 중산정왕의 현손이다.

## 생애
이버지 유이중의 뒤를 이어 번여후(樊輿侯)에 봉해졌다.
시호를 경(頃)이라 하였고, 아들 유자여가 작위를 이었다.

## 출전
- 반고, 《한서》 권15상 왕자후표 上

| 선대 아버지 번여사후 유이중 | 전한의 번여후 ? ~ ? | 후대 아들 유자여 |